# Ocupació del Ruhr

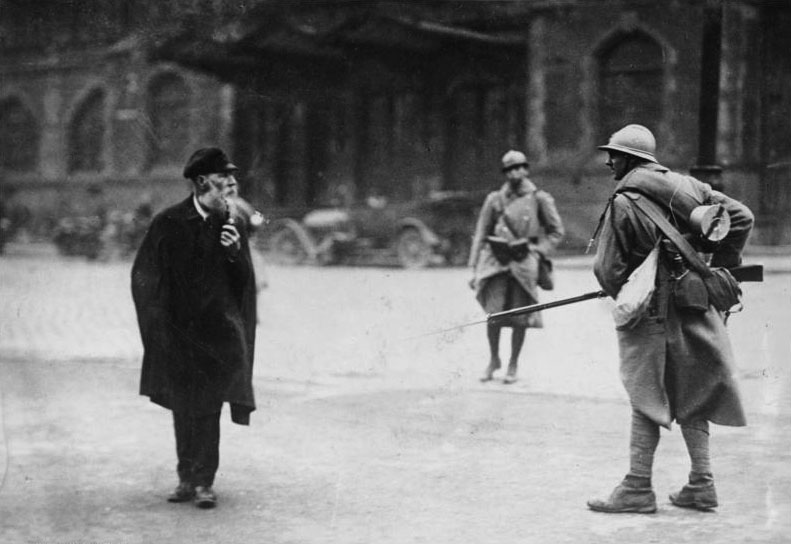
Soldats francesos i un civil durant l'ocupació del Ruhr.

L'ocupació del Ruhr entre 1923 i 1924 per tropes franceses i belgues va ser la resposta al fracàs de la República de Weimar presidida per Wilhelm Cuno en la seva obligació d'assumir les indemnitzacions econòmiques als Aliats després de la derrota de l'Imperi alemany a la Primera Guerra Mundial.

## Situació prèvia
Després frustrar els intents britànics i estatunidencs d'establir unes garanties majors de seguretat pel que fa a Alemanya en concloure la Primera Guerra Mundial, França va tractar d'inclinar la balança econòmica més a favor seu, i va exigir que Alemanya pagués unes indemnitzacions més quantioses, cosa que en un primer moment el Regne Unit va recolzar, però posteriorment ho va reconsiderar. John Maynard Keynes, un important economista en el període posterior a la Primera Guerra Mundial, va suggerir que si Alemanya fos "lesionada", el Regne Unit, el seu segon major soci comercial, en patiria les conseqüències. Així, els britànics van proposar que Alemanya pagués un nombre superior de quotes de quantitats menors als 33.000 milions de dòlars deguts.

## Invasió

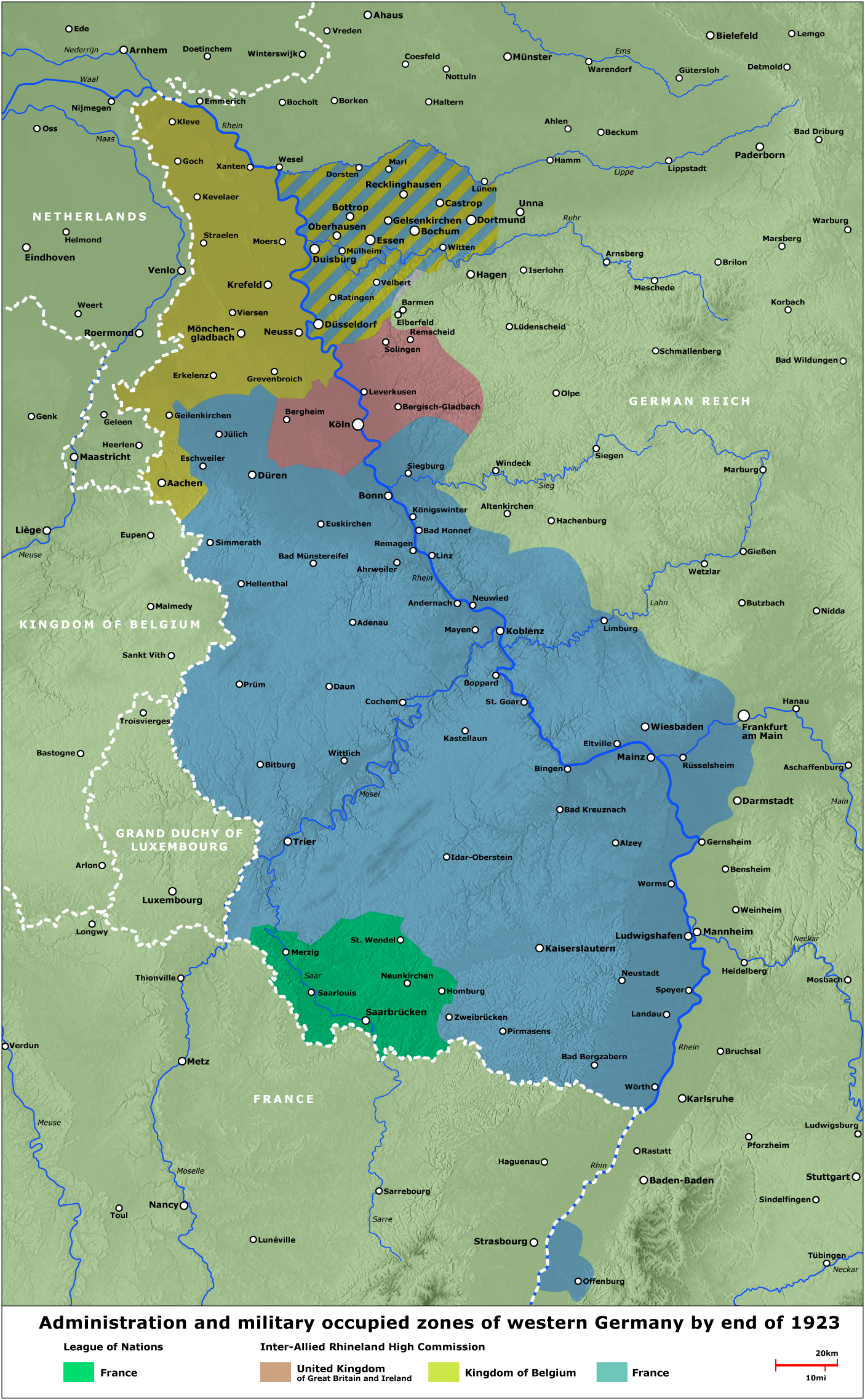
Zones ocupades a finals de 1923.
Saarland, administrat per França i la Societat de Nacions.
França
Bèlgica
Regne Unit

Iniciada pel Primer Ministre francès Raymond Poincaré, la invasió va tenir lloc l'11 de gener de 1923 amb l'objectiu d'ocupar el centre alemany de producció de carbó, ferro i acer situat a la Regió del Ruhr. Així, França esperava obtenir els diners que la República de Weimar li devia. Cal assenyalar que França era rica en ferro mentre que Alemanya ho era en carbó. Cada estat desitjava obtenir lliure accés a aquells recursos dels quals n'estava mancat, tenint en compte, a més, que aquestes dues matèries primeres tenien més valor en conjunt que per separat. Aquest problema es va resoldre dècades més tard amb la Comunitat Europea del Carbó i de l'Acer.
L'ocupació va ser rebuda amb una campanya de resistència no violenta i amb alguns incidents de sabotatge que posteriorment els nazis van exagerar, i es va crear així un mite generalitzat de la resistència armada. En vista del col·lapse econòmic, amb una enorme taxa de desocupació i una hiperinflació, les vagues van ser cancel·lades al setembre de 1923 pel nou govern de coalició format per Gustav Stresemann, que va ser seguit per la declaració de l'estat d'emergència. Amb tot i això, el malestar social va créixer en forma d'aldarulls i es van produir intents de colpistes contra la República de Weimar, incloent-hi el fallit Putsch de Múnic d'Adolf Hitler. L'octubre de 1923, es va proclamar la República Renana a Aquisgrà. Internacionalment, l'ocupació va provocar un augment de la simpatia envers Alemanya, per bé que la Societat de Nacions no va prendre cap mesura, ja que l'ocupació era legal d'acord amb allò signat al Tractat de Versalles. Els francesos, amb problemes econòmics propis, van acceptar finalment el Pla Dawes i es van retirar de les zones ocupades al juliol i agost de 1925. Els últims soldats francesos van evacuar Düsseldorf, Duisburg i l'important port de Duisburg - Ruhrort el 25 d'agost de 1925, amb la qual cosa es posà fi a l'ocupació.